# Ariathisa nigrifrons
Ariathisa nigrifrons là một loài bướm đêm trong họ Noctuidae.